# 京都市道185号勧修寺日ノ岡線

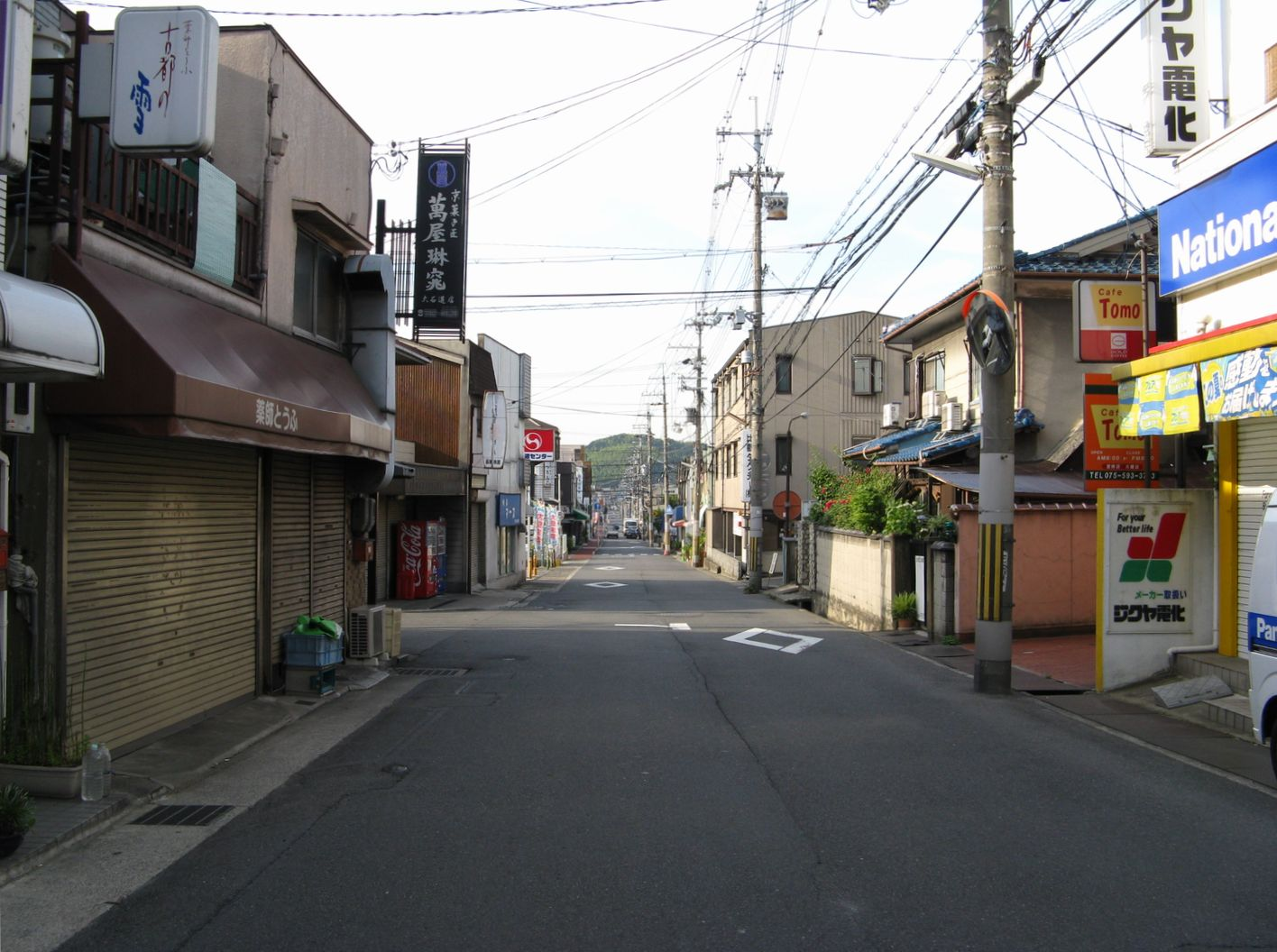
川田菱尾田付近にて南望

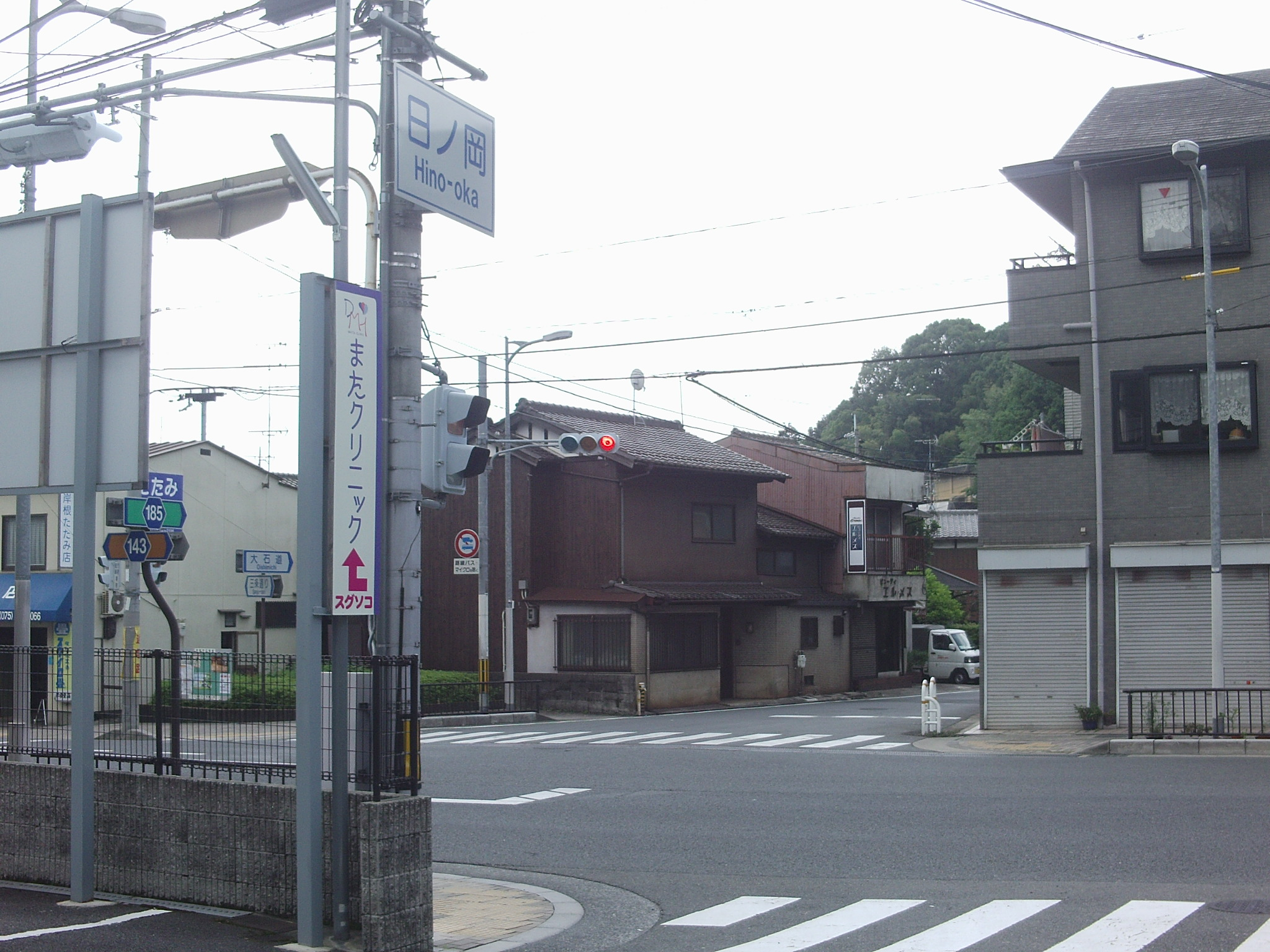
終点の日ノ岡。三条通から大石道に入る場所。

京都市道185号勧修寺日ノ岡線（きょうとしどう185ごう かんしゅうじひのおかせん）は、京都府京都市山科区の勧修寺下ノ茶屋町交差点（大岩街道）を起点に京都市山科区の日ノ岡交差点（三条通）に至る主要地方道に指定されている京都市の市道。

## 概要
全区間京都市山科区に位置し、勧修寺本堂山町5番地の2地先（勧修寺下ノ茶屋町交差点・大岩街道）から日ノ岡鴨土町43番地の8地先（日ノ岡交差点・三条通）に至る、総延長 5,237.2 m。
別名、「大石道」あるいは「大石街道」という。途中、西側の国道1号五条バイパス（新大石道交差点）・新十条通（山科出入口）間を並行するバイパスの「新大石道」が作られたため、並行する区間を「旧大石道」と呼ぶ。

## 路線状況

### バイパス
- 日ノ岡石塚町交点～北花山寺内町

## 地理

### 通過する自治体
- 京都市（山科区）

### 接続する道路
- 京都府道35号大津淀線（大岩街道）
- 京都府道118号勧修寺今熊野線（新十条通）
- 国道1号（国道8号重複・五条バイパス）
- 京都府道116号渋谷山科停車場線（渋谷街道）
- 京都府道143号四ノ宮四ツ塚線（三条通）

### 沿線
- 真言宗山階派大本山勧修寺
- 京都市上下水道局新山科浄水場
- 大石神社
- わかくさ福祉会西野山保育所
- コーナン西野山店、マツヤスーパービア店
- 京都中央信用金庫西野山支店
- 王将フードサービス西野山工場
- 京都市立百々小学校
- 京都信用金庫西山科支店
- 京都山科川田郵便局
- MKボウル山科
- 僧正遍照墓
- 京都市立陵ヶ岡小学校
- 京都市営地下鉄東西線、京阪電気鉄道京津線御陵駅